# Kanton Vic-sur-Cère
Kanton Vic-sur-Cère (fr. Canton de Vic-sur-Cère) je francouzský kanton v departementu Cantal v regionu Auvergne. Tvoří ho 12 obcí.

## Obce kantonu
- Badailhac
- Carlat
- Cros-de-Ronesque
- Jou-sous-Monjou
- Pailherols
- Polminhac
- Raulhac
- Saint-Clément
- Saint-Étienne-de-Carlat
- Saint-Jacques-des-Blats
- Thiézac
- Vic-sur-Cère